# Eduárd kenti és strathearni herceg
Eduárd kenti és strathearni herceg (1767. november 2. – 1820. január 23.) a brit királyi család tagja, III. György brit király negyedik, legfiatalabb fia és Viktória brit királynő apja volt. 1799. április 23-án kapta meg a Kent és Strathearn hercege, Dublin grófja és ugyanebben az évben nevezte ki a király az észak-amerikai brit csapatok főparancsnokává. Felesége Viktória szász–coburg–saalfeldi hercegnő volt, akivel egyetlen gyermekük, Viktória született.

## Fiatalkora
Eduárd 1767. november 2-án született a londoni Buckingham-palotában, III. György brit uralkodó és Mecklenburg–Strelitz-i Sarolta hercegnő ötödik gyermeke és negyedik fia volt. A brit királyi család tagjaként születése pillanatától megillette az Ő királyi fensége Eduárd herceg megszólítás. Születésekor negyedik volt a brit trón várományosai között. Nevét (Eduárd Ágost) apai nagybátyja, Eduárd yorki herceg után kapta, aki néhány héttel az ő születése előtt hunyt el.
Eduárd tanulmányait Angliában kezdte nevelője, John Fisher irányítása alatt, akiből később Exeter és Salisbury püspöke lett.

## Katonai pályafutása

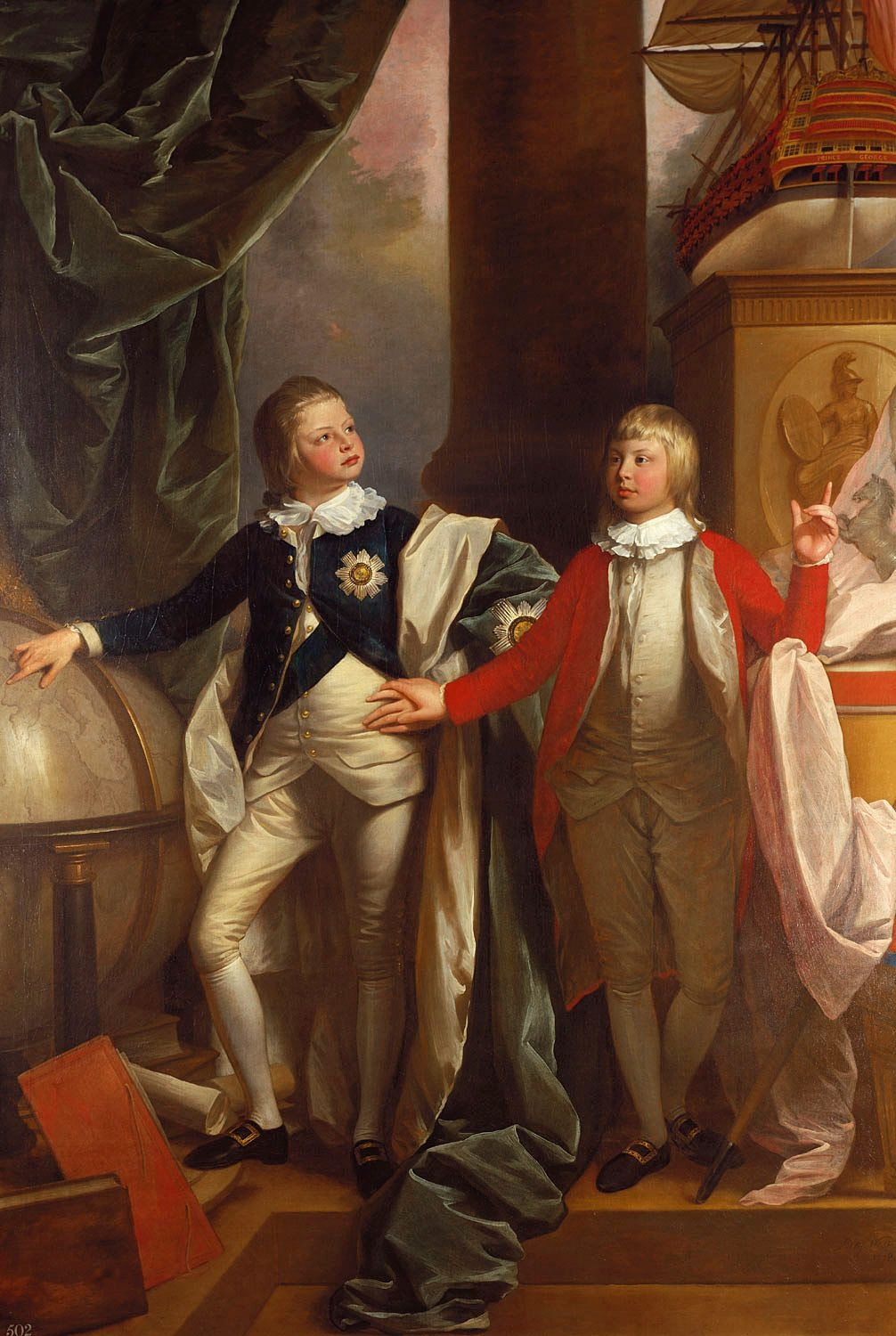
Eduárd (balra) és Vilmos hercegek (a későbbi IV. Vilmos 1778-ban. Benjamin West festménye

Eduárd 1785-ben kezdte meg katonai tanulmányait Németországban. Apja, III. György eredetileg a Göttingeni Egyetemre akarta beíratni, de második fia, Frigyes yorki herceg javaslatára megváltoztatta véleményét. Eduárd végül Lüneburgban, majd Hanoverben végezte tanulmányait nevelője, Wangenheim báró kíséretében. Wangenheim igen szigorú volt a herceggel szemben, hetente másfél guinea költőpénzt engedélyezett neki, pedig a herceg évi 6000 fontot kapott családjától. Ennek következményeként a fiatal herceg hatalmas adósságokat halmozott fel, amelyek törlesztése egész életében nagy tehert jelentett.
1788 – 1789 között Genfben fejezte be tanulmányait, majd ezt követően ezredesi kinevezést kapott a 7. királyi lövészezredben (7th Royal Fusiliers, City of London). 1790-ben azonban váratlanul és engedély nélkül visszatért Nagy-Britanniába és büntetésből lefokozták és egyszerű tisztként Gibraltárra nevezték ki.
1791-ben áthelyezték Kanadába vezényelték. 1793-ban vezérőrnaggyá léptették elő, majd 1796-ban megkapta az altábornagyi rangot. 1799. április 24-én III. György megtette Kent és Strathearn hercegének, Dublin grófjának. Ugyanezen év májusában előléptették tábornokká és a király kinevezte az észak-amerikai brit haderő főparancsnokának. Észak-Amerikai tartózkodása során Eduárd a kanadai Új-Skócia tartományban található Halifax városában lakott, és jelentősen hozzájárult a fontos kikötőváros és tengerészeti támaszpont fejlődéséhez.
1802. május 24-én kezdte meg kormányzóságát Gibraltárban, ahol a kormány kifejezett utasítására helyre kellett állítania a fegyelmet a helyőrség katonái között. Eduárd azonban olyan szigorú intézkedéseket hozott, hogy a királyi lövészek és a 25. ezred katonái 1802. december 24-én fellázadtak. Miután bátyja, Frigyes yorki herceg (a brit haderő főparancsnoka) hírét vette a lázadásnak, 1803 májusában leváltotta posztjáról Eduárdot, aki megtagadta, hogy visszatérjen Angliába, amíg meg nem érkezett utóda. A visszahívás a herceg katonai pályafutásának végét is jelentette, kárpótlásul 1805-ben előléptették tábornaggyá. Haláláig az 1. gyalogos ezred (1st Regiment of Foot, Royal Scots) tiszteletbeli parancsnoka volt.
1783. február 5-én lett az ír Szent Patrik-rend lovagja és 1786. május 2-án avatták fel a Térdszalagrend lovagjának. 1799. szeptember 5-én III. György kinevezte a királyi titkos tanács tagjának. Bátyja, a régensherceg (később IV. György néven uralkodott) 1815. január 2-án megtette a Bath-rend katonai tagozata lovagjának, ugyanazon év augusztus 12-én pedig a hanoveri Guelf-rend katonai tagozata lovagjának.

## Házassága

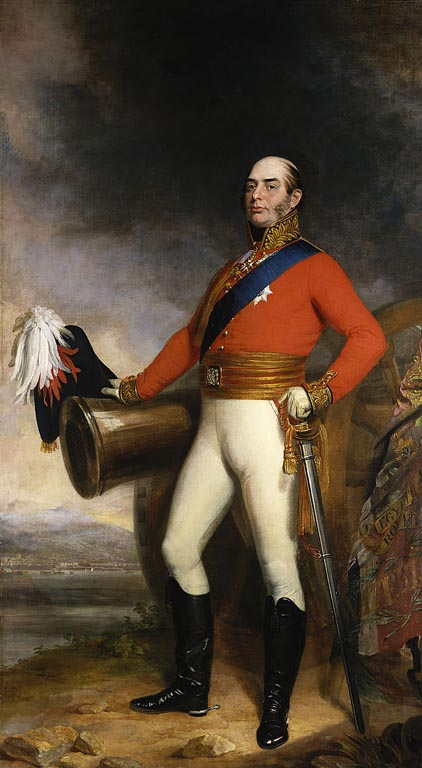
Eduárd herceg 1818-ban, házassága évében

Eduárd egészen 1818-ig nem házasodott meg, de számos szeretője volt, többek között Adelaide Dubus (aki feltehetően szült neki egy törvénytelen gyermeket, Adelaide Victoria Augusta Dubus-t) és Julie de St Laurent. 1818-ban azonban meghalt III. György egyetlen törvényes unokája és örököse, Sarolta Auguszta walesi hercegnő és Nagy-Britanniában trónöröklési válság tört ki. A régensherceg és Frigyes yorki herceg ugyan megnősültek már, de egyiknek sem volt gyermeke. Az előbbi elhidegült feleségétől, míg az utóbbi felesége ekkor már 52 éves volt és nem számíthattak arra, hogy gyermekük születik. III. György még életben lévő lányai szintén túl öregek voltak már a gyermekvállaláshoz. Ezért III. György két agglegény fia, Clarence hercege (később IV. Vilmos néven uralkodott) és Eduárd herceg is sietve házasságot kötöttek, törvényes örökös reményében. III. György ötödik fia, Cumberland hercege már házas volt, de nem volt gyermeke, míg hatodik fia, Ágost Frigyes sussexi herceg szabálytalanul, az 1772-es királyi házassági törvény előírásait megszegve házasodott (kétszer) és utódai ki voltak zárva a trónöröklésből
Eduárd menyasszonya Viktória szász–coburg–saalfeldi hercegnő (1786 – 1861) lett, Ferenc szász–coburg–saalfeldi herceg lánya, Károly leiningeni herceg özvegye és Lipót szász-coburg-saalfeldi herceg, később belga király (Sarolta walesi hercegnő özvegye) nővére. Eduárd és Viktória 1818. május 29-én házasodtak össze az ehrenburgi kastélyban, 1818. július 11-én ismét a Kew palotában. Egyetlen gyermekük, Viktória Alexandrina 1819. május 24-én született.
Eduárd és felesége valami elfogadható és megfizethető helyet kerestek, mivel a hercegnek rengeteg adóssága volt (amiket később Viktória fizetett vissza saját pénzéből). Miután a hercegnek a devoni tengerpartot ajánlották, a pár kivette Sidmouth-ban a Woolbrook Cottage-t. Itt halt meg alig egy évvel lánya születése után, 1820. január 23-án, tüdőgyulladás következtében. A windsori Szt. György kápolnában temették el. Hat nappal halála után apja, III. György is elhunyt.

## Megszólítása, titulatúrája és címere

Eduárd herceg címere, amelyet 1801-től haláláig használt

### Megszólítása, titulatúrája
- 1767. november 2. – 1799. április 24.: Ő királyi felsége Eduárd herceg
- 1799. április 24. – 1820. január 23.: Ő királyi felsége Eduárd kenti és strathearni herceg

### Címere
Az uralkodó fiaként Eduárd Az Egyesült Királyság királyi címerét használhatta, amelyet egy háromosztatú ezüst szalag különböztetett meg, a középső osztaton vörös kereszttel, a két szélsőn pedig azúrkék liliommal.

## Emlékezete
A kanadai Prince Edward-sziget tartományt, illetve a névadó szigetet róla nevezték el, csakúgy mint az Ontario tartományban található Prince Edward megyét, ugyanabban a tartományban a Point Edward nevű falut, illetve Új-Skóciában a Kentville nevű falut. A Dél-Afrikához tartozó Prince Edward-szigeteket szintén róla nevezték el.

## Fordítás
- Ez a szócikk részben vagy egészben  a   Prince Edward, Duke of Kent and Strathearn című angol Wikipédia-szócikk fordításán alapul.  Az eredeti cikk szerkesztőit annak laptörténete sorolja fel. Ez a jelzés csupán a megfogalmazás eredetét és a szerzői jogokat jelzi, nem szolgál a cikkben szereplő információk forrásmegjelöléseként.